# Franz-Josef-Strauß-Brücke (Passau)
Die Franz-Josef-Strauß-Brücke ist die jüngste Brücke über die Donau im Stadtgebiet von Passau und entlastet die vier Kilometer stadteinwärts liegende Schanzlbrücke. Die Brücke ist konstruiert als Stabbogenbrücke und verbindet die beiden Ortsteile Heining und Hacklberg bei Flusskilometer 2230,10.
Die Brücke hat überregionale Bedeutung als Teil der Bundesstraße B 12 mit Anschluss an die A 3. Zusätzlich verbindet sie die Bundesstraßen B 8 (rechts der Donau) und B 85 (links der Donau).
Das Bauwerk mit einer Länge von circa 159 m wurde innerhalb von drei Jahren geplant und gebaut, die Verkehrsfreigabe erfolgte 1989. Während der Planungs- und Bauphase trug sie nach einem direkt neben der Brücke liegenden Sägewerk den Arbeitsnamen „Steinbachmühlbrücke“, bei der Einweihung wurde sie nach dem ehemaligen bayerischen Ministerpräsidenten Franz Josef Strauß benannt.